# Girls (гурт)
Girls — американський інді-рок гурт, заснований у Сан-Франциско у 2007 році. Постійними учасниками колективу були Крістофер Оуенс (автор текстів і вокаліст) та Чет «JR» Вайт (басист і продюсер). На звучання гурту великий вплив справили музичні колективи 1950 — 70-х років. Girls грали музику у таких стилях, як lo-fi, серф-рок, рок-н-ролл, психоделічний рок, поп-рок, кантрі-рок та гаражний рок.
Дебютний альбом гурту з лаконічною назвою Album був виданий у 2009 році та отримав виключно схвальну реакцію критиків. Другий, не менш успішний їхній альбом, Father, Son, Holy Ghost, вийшов у 2011 році. 2 липня 2012 року Оуенс заявив, що покидає гурт аби зосередитись на сольній кар'єрі. 18 жовтня 2020 року Чет Вайт помер у віці 40 років.

## Дискографія

### Студійні альбоми
- Album (22 вересня 2009)
- Father, Son, Holy Ghost (13 вересня 2011)

### Міні-альбоми
- Broken Dreams Club (22 листопада 2010)

### Сингли
- Lust for Life / Morning Light (1 липня 2008)
- Hellhole Ratrace / Solitude (6 липня 2009)
- Lust for Life / Life in San Francisco (7 вересня 2009)
- Laura / Oh Boy (9 листопада 2009)
- Morning Light / End of the World (22 лютого 2010)
- Heartbreaker (15 листопада 2010)
- Lawrence (28 листопада 2011)
- My Ma (22 березня 2012)